# Залу-Болагі
Залу-Болагі (перс. زالوبلاغي) — село в Ірані, у дегестані Рудшур, у Центральному бахші, шахрестані Зарандіє остану Марказі. За даними перепису 2006 року, його населення становило 0 осіб, що проживали у складі 0 сімей.

## Клімат
Середня річна температура становить 17,45 °C, середня максимальна – 36,32 °C, а середня мінімальна – -3,94 °C. Середня річна кількість опадів – 223 мм.
| Клімат поселення                              | Клімат поселення | Клімат поселення | Клімат поселення | Клімат поселення | Клімат поселення | Клімат поселення | Клімат поселення | Клімат поселення | Клімат поселення | Клімат поселення | Клімат поселення | Клімат поселення | Клімат поселення |
| Показник                                      | Січ.             | Лют.             | Бер.             | Квіт.            | Трав.            | Черв.            | Лип.             | Серп.            | Вер.             | Жовт.            | Лист.            | Груд.            |                  |
| Середній максимум, °C                         | 12,07            | 14,31            | 18,37            | 25,18            | 30,18            | 35,28            | 36,32            | 35,59            | 31,70            | 24,75            | 17,91            | 12,20            |                  |
| Середня температура, °C                       | 4,06             | 6,32             | 10,36            | 17,19            | 22,17            | 27,29            | 30,23            | 29,50            | 25,60            | 18,67            | 11,84            | 6,13             |                  |
| Середній мінімум, °C                          | −3,94            | −1,7             | 2,37             | 9,19             | 14,18            | 19,29            | 24,16            | 23,42            | 19,53            | 12,58            | 5,74             | 0,04             |                  |
| Норма опадів, мм                              | 34               | 33               | 40               | 26               | 18               | 3                | 1                | 1                | 1                | 13               | 22               | 31               |                  |
| Середньомісячна швидкість вітру, м/с          | 1.47             | 2.10             | 2.60             | 3.08             | 2.90             | 2.80             | 2.92             | 2.73             | 2.34             | 2.06             | 1.88             | 1.48             |                  |
| Середньомісячна сонячна радіація, кДж/м²·день | 9438             | 12179            | 14754            | 18283            | 22310            | 26188            | 25756            | 23697            | 20093            | 14947            | 11058            | 8945             |                  |
| --------------------------------------------- | ---------------- | ---------------- | ---------------- | ---------------- | ---------------- | ---------------- | ---------------- | ---------------- | ---------------- | ---------------- | ---------------- | ---------------- | ---------------- |
| Джерело:                                      |                  |                  |                  |                  |                  |                  |                  |                  |                  |                  |                  |                  |                  |